# Ondjango Feminista
O Ondjango Feminista é um colectivo feminista angolano, criado em 2016, pioneiro na organização política de mulheres, cujo foco se centra num activismo situado nas questões particulares do contexto africano.

## História
O colectivo surgiu de uma ideia de Sizaltina Cutaia e Áurea Mouzinho, durante um encontro num fórum feminista africano, no Zimbábue. Posteriormente juntou-se Florita Telo.
Em Junho de 2016, o colectivo começou a organizar encontros mensais, para debater temas relacionados com os direitos das mulheres.
A 18 de Março de 2018, organizou a Marcha das Mulheres pela Despenalização do Aborto, em Luanda. Esta manifestação foi organizada na sequência da revisão do Código Penal de 1886, herdado do período colonial português, que propunha proibir totalmente a interrupção voluntária da gravidez (IVG), prevendo penas de quatro a dez anos de prisão. Mais de uma centena de mulheres e homens participaram, tendo marchado desde o cemitério do Santana até ao Largo das Heroínas.
O Ondjango Feminista baseia-se numa «agenda feminista transformadora», questionando os mecanismos de opressão patriarcal através da valorização das diferenças ideológicas das suas componentes. A partir da Carta de Princípios Feministas para as Feministas Africanas, elaborado a partir do Fórum Feminista Africano (Acra, Gana, entre 15 e 19 de Novembro de 2006), o Ondjango reenvidica «o direito de teorizar para nós mesmas, escrever para nós mesmas, e falar por nós mesmas enquanto feministas africanas».

## Actividades e Projectos
Entre as actividades que o colectivo tem vindo a desenvolver, têm-se destacado a organização da Escola Feminista, a publicação periódica do jornal Tuba! Informe e um amplo Estudo sobre a situação da mulher zungueira. Estas duas publicações focam-se nos direitos reprodutivos e sexuais, a luta pelos direitos das zungueiras e pela protecção do trabalho feminino no mercado informal, o combate à violência doméstica e à violência institucional.

Logotipo do Ondjango Feminista

A 25 de novembro de 2017, no âmbito do Dia Internacional para a Eliminação da Violência Contra as Mulheres, o Ondjango Feminista organizou uma marcha de repúdio à violência contra as mulheres, sob o lema “Parem de matar as mulheres”. No final da marcha revelou que a violência contra as mulheres é o direito humano mais violado em Angola, com cerca de 62 mil mulheres vítimas de violência no ano anterior. Várias dezenas de pessoas, homens e mulheres de diferentes origens, desde as tradicionais zungueiras a políticos e activistas cívicos juntaram-se em Luanda, protestando contra os abusos sobre as mulheres. O manifesto desta marcha criticou a disparidade entre o discurso político e a crescente onda de violência contra a mulheres angolanas.
A marcha percorreu algumas ruas da capital e terminou no Largo das Heroínas, no centro de Luanda, com discursos e testemunhos de casos de violência. As reincvidicações passaram pelo fim dos maus tratos, da mortalidade materna, a fuga paternal, os direitos de terra das mulheres e os direitos das zungueiras.
Em dezembro de 2021, Ondjango Feminista organizou uma primeira edição de um exposição colectiva intitulada “Em Dependência”, que teve lugar no Centro Cultural Brasil Angola (CCBA), em Luanda. A mostra, que contou com obras de 10 artistas, pretendia, através da representação artística, trazer reflexões sobre como as mulheres, de modo geral, se relacionam com "a ideia de independência nacional: o ideal, a realidade, a memória, a política, o quotidiano, e tudo o resto".
Entre os dias 25 e 31 de julho de 2022, co-organizou com o Goethe-Instituto Angola o festival de cinema "Pulungunza! Lutas de Mulheres no Cinema", focado no tema da luta das mulheres pela igualdade e justiça social. O festival exibiu produções cinematográficas da África subsariana e europeias (Alemanha, Espanha, França e Portugal), sobre a conquista desses direitos, seguidas de debates.
Deste colectivo fazem parte mulheres como a cantora Aline Frazão, a professora Leopoldina Fekayamãle, a advogada e activista Florita Telo, e a filósofa Laurinda Gouveia.

## Prémios e Reconhecimentos
O Ondjango Feminista foi nomeado na edição de 2021 do “Africans Rising Activism Awards”, na categoria de Movimento do Ano.